# 臣士魔法劇場 リスキー☆セフティ
『臣士魔法劇場 リスキー☆セフティ』 （おみしまほうげきじょう リスキーセフティ）は、臣士れいが『月刊電撃コミックガオ!』上で連載していた漫画作品。また、この漫画を原作とするテレビアニメである。

## 概要
全13話（Stage1 - Stage13）。3巻構成だが、2巻は別の作品である「ナースちぇいさー」3話分が収録されている。
アニメは、1999年10月5日から2000年4月4日にかけて、WOWOWの『アニメコンプレックス2』枠で放送された。1話約12分番組で全24話。
中学生の桂木萌と、桂木家にやってきた死神のリスキー、天使のセフティによるほのぼのアニメで、昔話の世界で宇宙戦争が始まったり、セリフの無いサイレントの話があったりするという、実際はなんでもあり。アニメ版の各話サブタイトルには、ほかの作品の題名のもじりが含まれている。なお、脇役代表の安達さんとラニーは「おねがい☆ティーチャー」にもセリフで登場する。

## 登場人物
ナレーションは麻上洋子が担当。
桂木萌（かつらぎ もえ）
声 - 坂本真綾
本作の主人公。野山学園中等部一年生。そばかす、太眉、アホ毛の普通の中学生だが、リスキー／セフティがやってきてからは、色々と不思議な事件に巻き込まれる。アニメ版では家では眼鏡をかけているが、学校に行く時や後述の深見優雅とのデートではコンタクトレンズを装用している。
リスキー
声 - 岩坪理江
死神の見習い。男言葉だが、女性。萌の悲しい感情に呼ばれてやってきた。一応、萌の魂を狙っているのだが、うまくいかない。セフティと1つの身体を共有している。
セフティ
声 - 岩坪理江
眼鏡でアホ毛の見習い天使。素直でおっちょこちょい。リスキーの行動を妨害する。リスキーと1つの身体を共有している。
深見優雅（ふかみ ゆうや）
声 - 矢島晶子
萌の恋人。萌と同じ野山学園の小等部六年生。今は萌より背が低いが、数年後は萌より高い。
萌のお父さん
声 - 小野坂昌也
萌の父親。声だけ登場。犬好きらしく、よくラニーをなでようとしているが、向こうには嫌われているらしく、そのたびに噛み付かれている。
萌のお母さん
声 - 山口由里子
萌の母親。声だけ登場。
安達さん
声 - 麻上洋子
桂木家の斜め向かいの家に住む女性。ラニーの飼い主。声だけの登場が多いが、家出したラニーが帰ってきた時に、顔は出ないながら画面に登場した。
ラニー
声 - 麻績村まゆ子
安達家の飼い犬。ポメラニアン。
猿のテリィ先生
声 - 土屋利秀
ラニーに愛想を尽かした安達さんが飼って来た猿。着せている服が餓狼伝説の主人公に似ている。
綾瀬恵（あやせ めぐみ）
声 - 麻丘夏未
校舎の屋上で物憂げに佇む美少女。
あさお
声 - 宮田幸季
恵の恋人。
ベゼット・サーシェス
声 - 井上和彦
人形師。仕事にかまけて娘のことは人形に任せっぱなし。
ファジー・サーシェス
声 - 白鳥由里
ベゼットの娘。寂しさのあまり天使を呼び出してしまう。
夏目鈴子（なつめ すずこ）
声 - 堀江由衣
萌の友達でお弁当仲間。カチューシャつきのショートヘア。天然ボケでおっとりした性格。
龍藤琴音（りゅうどう ことね）
声 - 笠原留美
萌の友達でお弁当仲間。ロングヘアのポニーテール。はきはきした努力家。
恋氏春ノ姫（こいうじ はるのひめ）
声 - 本井えみ
恋々神社の氏神様。サイズはリスキー／セフティと同じ。
かえで
声 - 鶴野恭子
鬼の娘。親衛隊隊長。
わかたけ
声 - 谷山紀章
桃太郎達の一人。
海璃（かいり）
声 - 氷上恭子
公園の店でジュースを販売していたメイド。
ダーク
声 - 室園丈裕
人間界に現れた上級の死神。
レイエル
声 - 井上喜久子
セフティを指導する天使。
優雅のお父さん
声 - 戸部公爾
優雅の父親。声だけ登場。

## スタッフ
- 原作 - 臣士れい
- 監督 - 舛成孝二
- シリーズ構成 - 黒田洋介
- キャラクターデザイン - 斎藤卓也
- メカニックデザイン - 神宮司訓之
- 美術監督 - 桑原悟
- 色彩設計 - 関美恵子
- 撮影監督 - 岡崎英夫
- 編集 - 西重成
- 音楽 - 寺嶋民哉
- 音響監督 - 吉田知弘
- アニメーション制作 - A.P.P.P.
- 制作 - ポニーキャニオン

## 主題歌
主題歌「夜明けの風ききながら」
作詞 - 濱田理恵 / 作曲・編曲 - 寺嶋民哉 / 歌 - 桂木萌（坂本真綾）
挿入歌「此処にいるから」（第23話）
作詞 - 濱田理恵 / 作曲・編曲 - 寺嶋民哉 / 歌 - リスキー&セフティ（岩坪理江）

## 各話リスト
| 話数 | サブタイトル                               | 脚本              | 絵コンテ | 演出       | 放送日         |
| ---- | ------------------------------------------ | ----------------- | -------- | ---------- | -------------- |
| 1    | 幸か不幸かデスエンジェル                   | 黒田洋介          | 舛成孝二 | 渡辺健一郎 | 1999年 10月5日 |
| 2    | エンジェル嘘つかない                       | 黒田洋介          | 舛成孝二 | 渡辺健一郎 | 10月12日       |
| 3    | 今必殺のエンジェルアロー                   | 黒田洋介          | 舛成孝二 | 舛成孝二   | 10月19日       |
| 4    | 泣いて笑って喧嘩して+にくいよこの          | 黒田洋介          | 舛成孝二 | 宮下悠人   | 10月26日       |
| 5    | ライリーライリーライリーライヤー           | 黒田洋介          | 舛成孝二 | 宮下悠人   | 11月2日        |
| 6    | サヨナラは11月のララバイ                   | 黒田洋介          | 舛成孝二 | 宮下悠人   | 11月9日        |
| 7    | 花とファジーと小さなエンジェル             | 佐藤勝一 黒田洋介 | 井出安軌 | 大西景介   | 11月16日       |
| 8    | 死神見習いのユーワク                       | 佐藤勝一 黒田洋介 | 井出安軌 | 大西景介   | 11月30日       |
| 9    | 追いかけたくて、届かなくて                 | 佐藤勝一 黒田洋介 | 井出安軌 | 大西景介   | 12月7日        |
| 10   | シアワセの人形                             | 佐藤勝一 黒田洋介 | 井出安軌 | 大西景介   | 12月14日       |
| 11   | 秘密すぎる花園                             | 岡本和久 黒田洋介 | 舛成孝二 | 中山岳洋   | 2000年 1月4日  |
| 12   | 大嫌いからはじめよう                       | 岡本和久 黒田洋介 | 小寺勝之 | 成川武千嘉 | 1月11日        |
| 13   | くじの数だけ抱きしめて                     | 黒田洋介          | 小寺勝之 | 成川武千嘉 | 1月18日        |
| 14   | 桃太郎伝説                                 | 白根秀樹 黒田洋介 | 山中英治 | 宮下悠人   | 1月25日        |
| 15   | SUPER桃太郎伝説                            | 白根秀樹 黒田洋介 | 山中英治 | 宮下悠人   | 2月1日         |
| 16   | 胸を張りまっしょい                         | 黒田洋介          | 小寺勝之 | 橘秀樹     | 2月8日         |
| 17   | セーフティン・パワーズ                     | 白根秀樹 黒田洋介 | 小林孝志 | 小林孝志   | 2月15日        |
| 18   | セーフティン・パワーズ・でらっくす         | 白根秀樹 黒田洋介 | 小林孝志 | 小林孝志   | 2月22日        |
| 19   | ぼかぁ、しあわせだなぁ                     | 黒田洋介          | 秋山勝仁 | 久米一成   | 2月29日        |
| 20   | 水色のストライプ                           | 黒田洋介          | 舛成孝二 | 中山岳洋   | 3月7日         |
| 21   | 世界を止めて                               | 黒田洋介          | 関野昌弘 | 関野昌弘   | 3月14日        |
| 22   | 涙なんか飛んでいけ、風に吹かれて飛んでいけ | 黒田洋介          | 中山岳洋 | 中山岳洋   | 3月21日        |
| 23   | 此処にいるから                             | 黒田洋介          | 小寺勝之 | 小寺勝之   | 3月28日        |
| 24   | こんなにも幸せな不幸                       | 黒田洋介          | 舛成孝二 | 久米一成   | 4月4日         |

## 関連商品
漫画単行本
メディアワークス『月刊電撃コミックガオ!』連載・電撃コミックス刊
- 『臣士魔法劇場 リスキー☆セフティ』 第一巻 1999年10月15日発行
- 『臣士魔法劇場 リスキー☆セフティ』 第二巻 1999年12月15日発行
- 『臣士魔法劇場 リスキー☆セフティ』 第三巻 2000年5月15日発行

主題歌シングルCD
- 『夜明けの風ききながら』 1999年11月03日

サントラCD
- 『臣士魔法劇場 リスキー☆セフティ あっ!サウンドトラック』 2000年3月17日
- 『臣士魔法劇場 リスキー☆セフティ あっ!サウンドトラック』(新価格盤) 2005年2月2日

アニメDVD
- 『臣士魔法劇場 リスキー☆セフティ』 第一巻 2000年1月19日
- 『臣士魔法劇場 リスキー☆セフティ』 第二巻 2000年4月5日
- 『臣士魔法劇場 リスキー☆セフティ』 第三巻 2000年4月28日
- 『臣士魔法劇場 リスキー☆セフティ』 第四巻 2000年6月7日
- 『臣士魔法劇場 リスキー☆セフティ DVDBOX』 2005年2月2日